# Kapparot

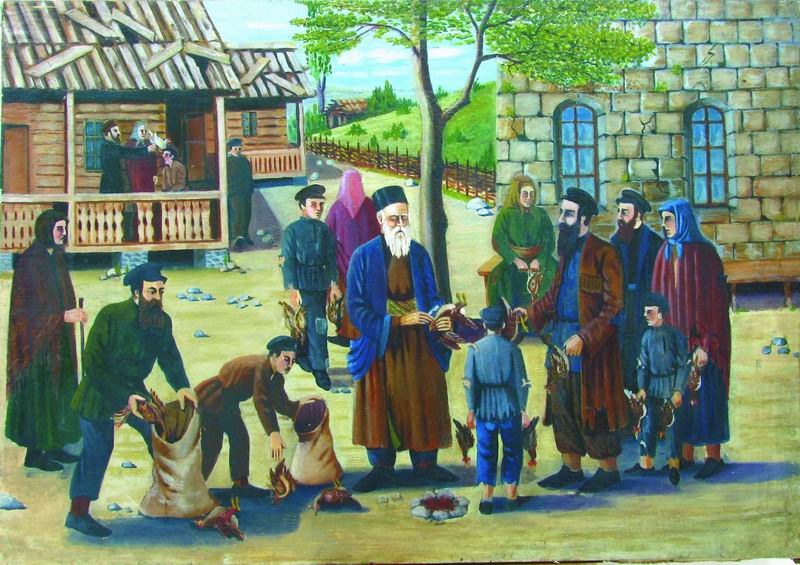

El kapparot (hebreu כפרות) és una pràctica ritual practicada per alguns jueus la vigília del Yom Kippur. Consisteix a fer voltar un pollastre, o un grapat de monedes, tres vegades al voltant del cap de l'oficiant, simbòlicament transferint els pecats propis al pollastre, o a les monedes. El pollastre és tot seguit sacrificat i és donat als pobres com a almoina, per a ser consumit durant l'últim àpat abans de començar el dejuni. Si es practica amb un pollastre viu, els homes han de fer servir un gall, i les dones una gallina.
Aquesta pràctica ha rebut manifestacions en contra per part de les associacions de defensa dels drets dels animals als Estats Units i a Israel.